# Лаптев, Всеволод Константинович
Все́волод Константи́нович Ла́птев (23 июня 1909 года — 6 февраля 1970 года) — участник Великой Отечественной войны, командир дивизиона 24-го корпусного артиллерийского полка 50-го стрелкового корпуса 7-й армии Северо-Западного фронта, капитан, Герой Советского Союза.

## Биография
Родился 23 июня 1909 года в Москве. Окончил 9 классов средней школы. Впоследствии переехал жить в Ленинград, работал на фабрике.
В РККА с 1931 года. Выпускник Ленинградского артиллерийского училища. Участвовал в советско-финской войне 1939—1940 годов.
Капитан Лаптев В. К. отличился 19-22 января 1940 года во время прорыва основной оборонительной полосы неприятеля на Карельском перешейке. Силами находившегося под его командованием дивизиона Всеволод Лаптев в районе станции «Кямяря» смог подавить пять вражеских батарей, уничтожить противотанковое орудие и две пулемётные точки, обеспечив тем самым продвижение наступления советских частей.
Указом Президиума Верховного Совета СССР от 21 марта 1940 года «за образцовое выполнение боевых заданий командования на фронте борьбы с финской белогвардейщиной и проявленные при этом отвагу и геройство» капитану Лаптеву Всеволоду Константиновичу присвоено звание Героя Советского Союза с вручением ордена Ленина и медали «Золотая Звезда» (№ 375).
Участник Великой Отечественной войны с июня 1941 года. Командовал 24-м дважды Краснознамённым артиллерийским полком РГК, 233-м гвардейским артиллерийским полком, 10-й гвардейской гаубичной артиллерийской бригадой и 193-й гаубичной артиллерийской бригадой.
В 1946 году окончил Высшие артиллерийские академические курсы, а в 1955 году — Высшие академические курсы при Военной академии Генерального штаба.
В 1957 году уволен в запас в звании полковника.
Оставив воинскую службу, жил в Ленинграде. Скончался Всеволод Константинович 6 февраля 1970 года. Похоронен в Ленинграде на кладбище Памяти жертв 9-го января.

## Награды
- Медаль «Золотая Звезда»;
- два ордена Ленина;
- три ордена Красного Знамени;
- орден Отечественной войны I степени;
- орден Красной Звезды.
- Медали, в том числе:
  - медаль «За оборону Ленинграда»;
  - медаль «За победу над Германией в Великой Отечественной войне 1941—1945 гг.»;
  - юбилейная медаль «Двадцать лет Победы в Великой Отечественной войне 1941—1945 гг.».